# Connors River
Connors River är ett vattendrag i Australien. Det ligger i delstaten Queensland, omkring 660 kilometer nordväst om delstatshuvudstaden Brisbane.
Omgivningarna runt Connors River är huvudsakligen savann. Trakten runt Connors River är nära nog obefolkad, med mindre än två invånare per kvadratkilometer.  Genomsnittlig årsnederbörd är 824 millimeter. Den regnigaste månaden är januari, med i genomsnitt 162 mm nederbörd, och den torraste är augusti, med 17 mm nederbörd.